# Publications de la Société Historique et Archéologique dans le Limbourg
De Publications de la Société Historique et Archéologique dans le Limbourg (Nederlands: Publicaties van het historisch en archeologisch genootschap in Limburg), afgekort PSHAL of Publications, ook wel Jaarboek LGOG, is een wetenschappelijk tijdschrift c.q. boekwerk over de geschiedenis van Nederlands-Limburg. Het is het jaarboek van Limburgs Geschied- en Oudheidkundig Genootschap, dat sinds 1864 (meestal) eenmaal per jaar verschijnt. Het is daarmee een van de oudste periodieken van Nederland. De Publications bevat voornamelijk wetenschappelijke verhandelingen en het jaarverslag van het (sinds 2013 'Koninklijk') LGOG.

## Geschiedenis

### Ontstaansgeschiedenis en beginperiode
De Franse titel van de Publications komt voort uit de indertijd bestaande meertaligheid in Limburg en de status die het Frans daarin had, vooral in de wereld van kunst en wetenschap, en met name in Maastricht, waar het Genootschap vanaf het begin gevestigd was. De titel veranderde viermaal, parallel aan de wisselende benamingen van het Genootschap. Het beginwoord bleef altijd 'Publications' en die verkorte aanduiding is de meest gebruikte.
De eerste Publications uit 1864, die overigens zoals in die jaren gebruikelijk in enkele losse afleveringen verscheen, droeg de titel Publications de la Société d'archéologie dans le duché de Limbourg en begon met de notulen van een vergadering van het een jaar eerder opgerichte genootschap. Het tijdschrift bevatte geen enkele redactionele inleiding of verklaring van het hoe en waarom van deze nieuwe publicatie. Het boekwerk telde 376 pagina's en was grotendeels gevuld met Franstalige bijdragen van auteurs als Alexander Schaepkens, Jos Habets en Jos. Russel, die ook aan volgende edities zouden blijven meewerken.
Boekomslag en enkele pagina's uit de eerste uitgave van de Publications van 1864

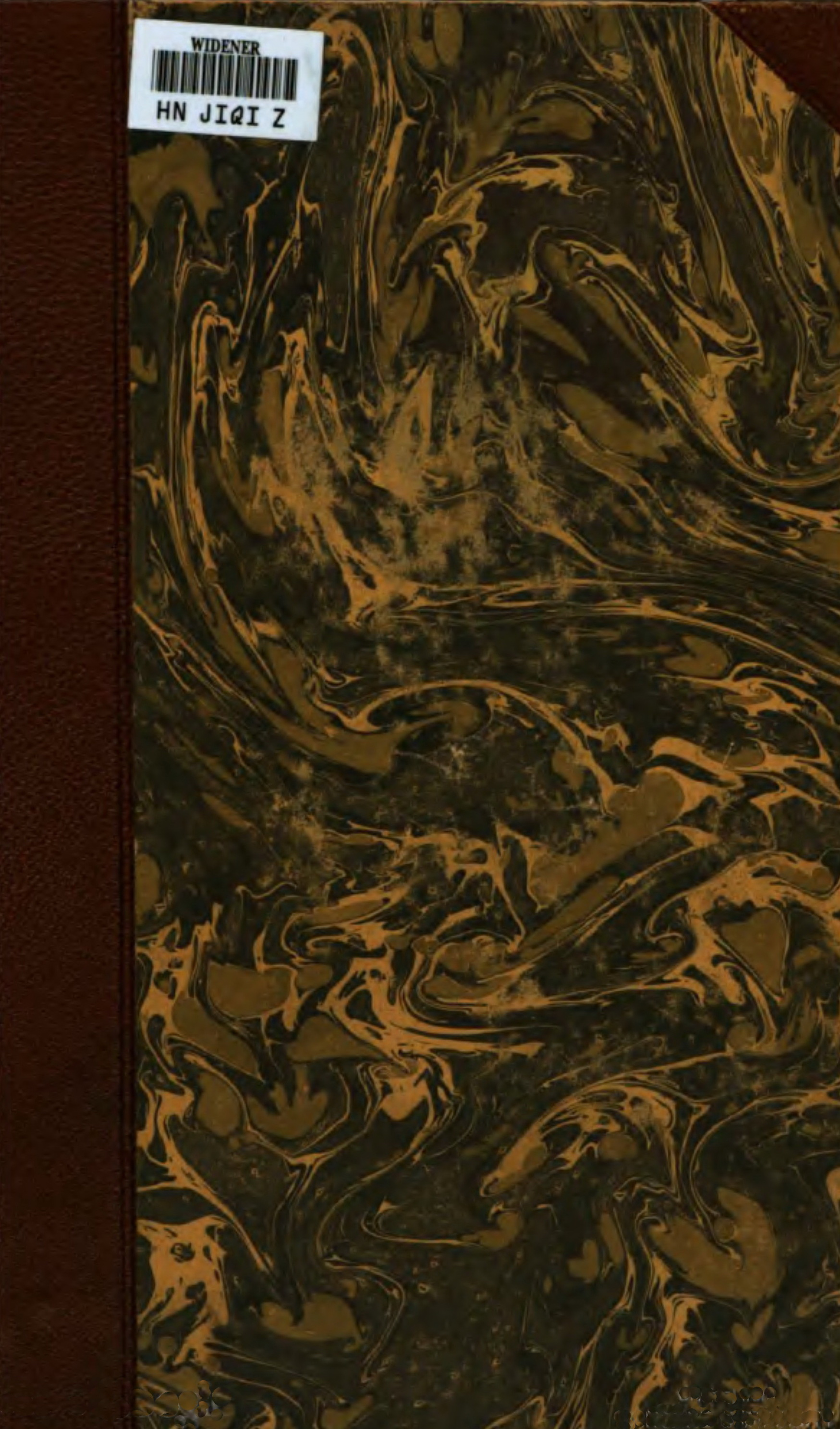
Omslag
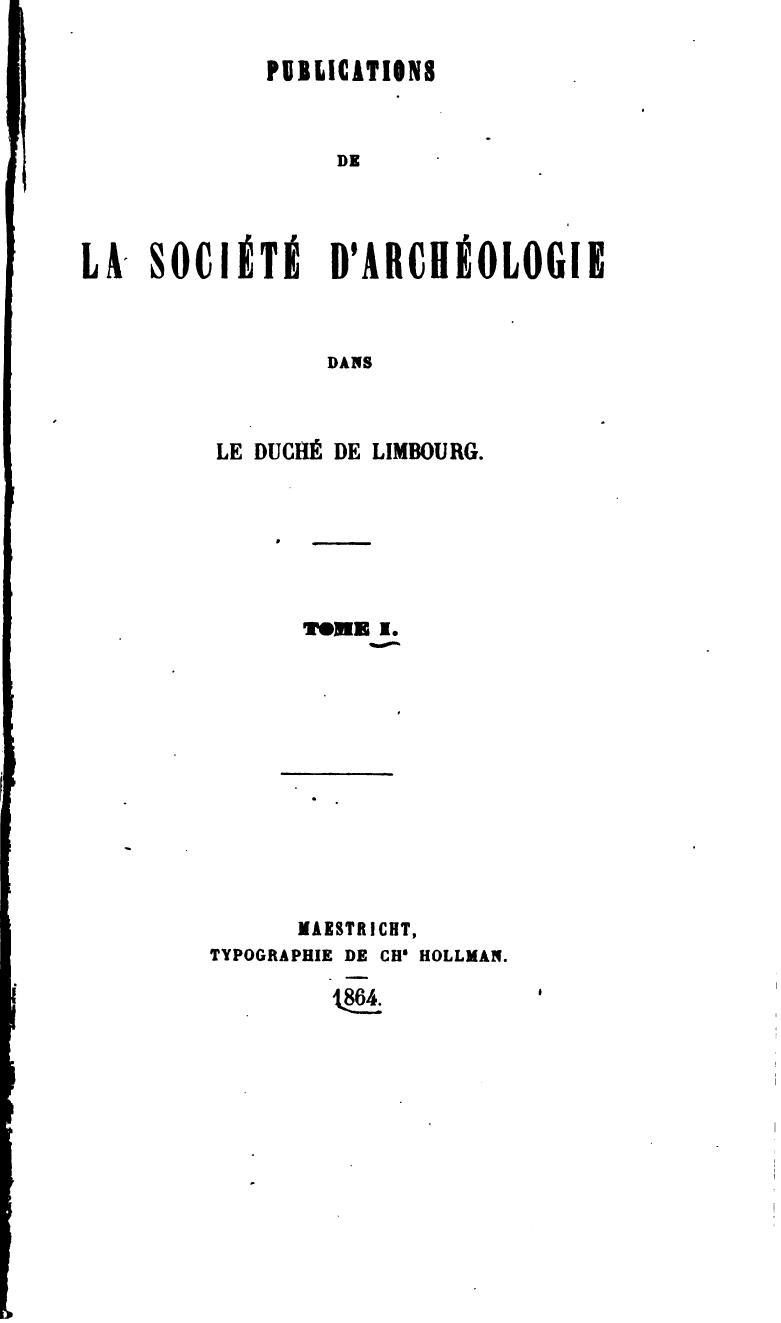
Titelpagina
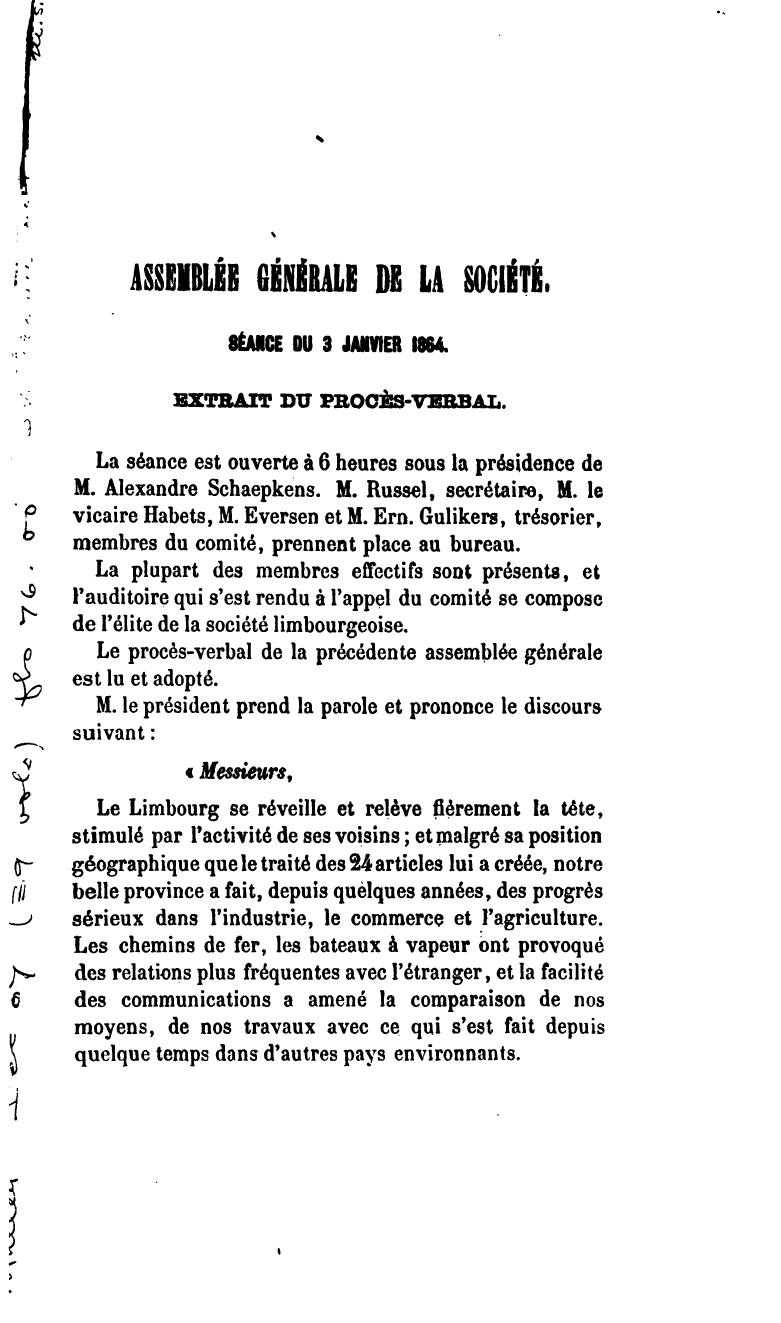
p. 3
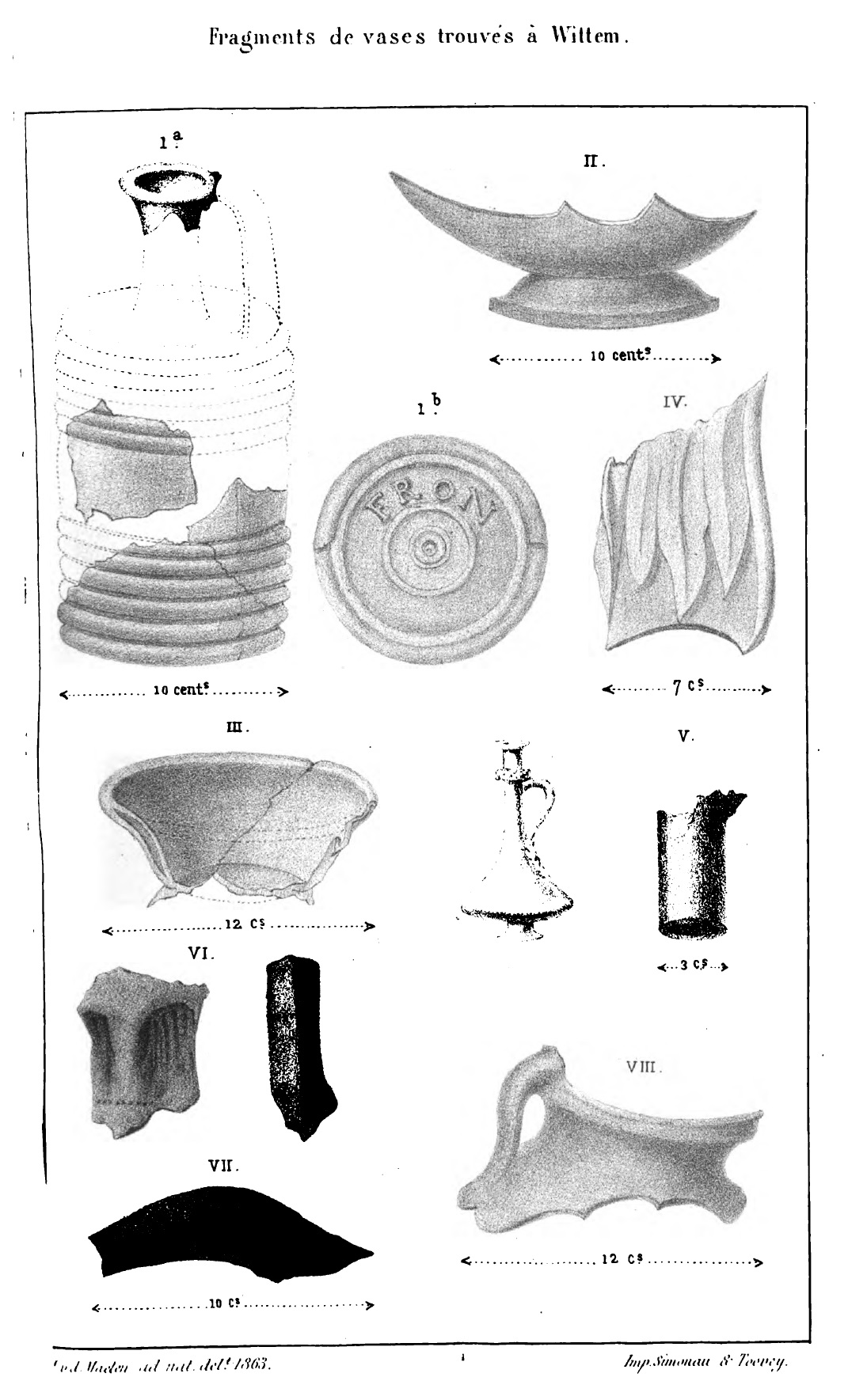
t.o. p. 34
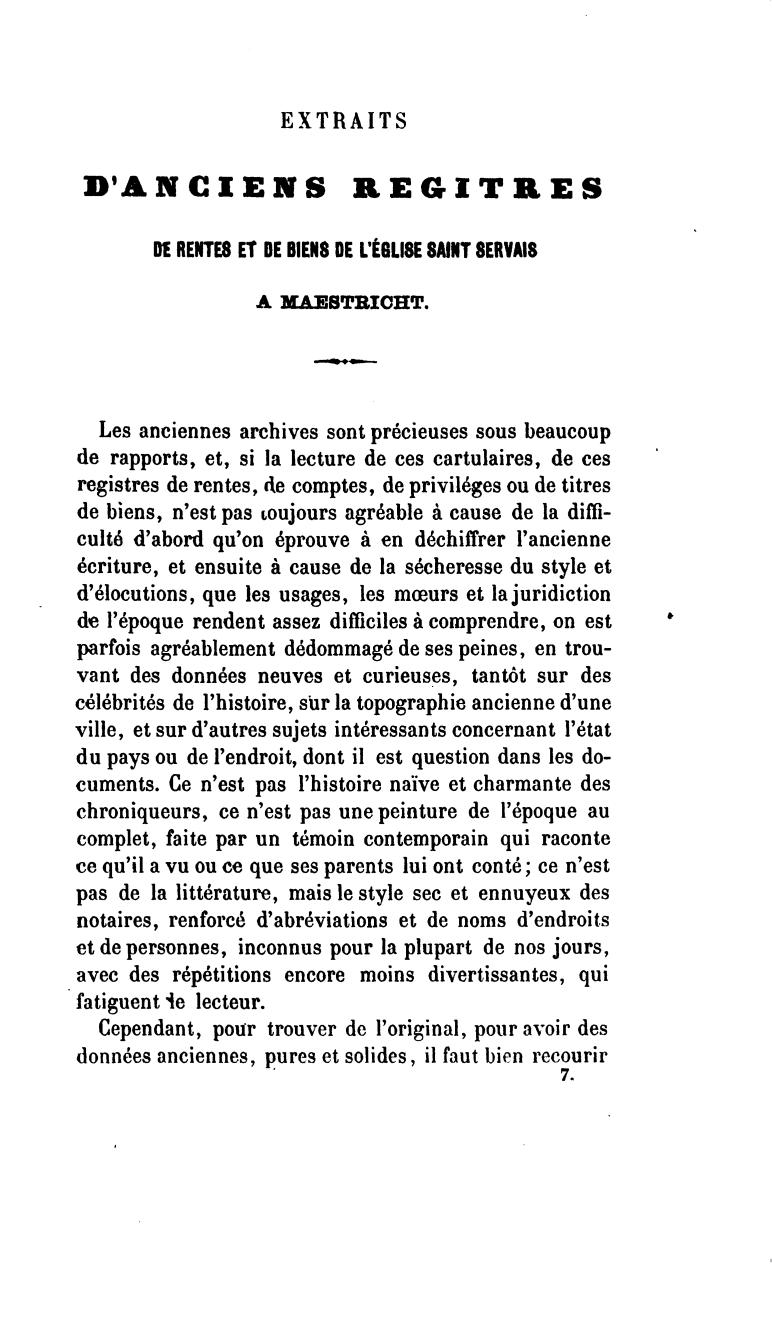
p. 49
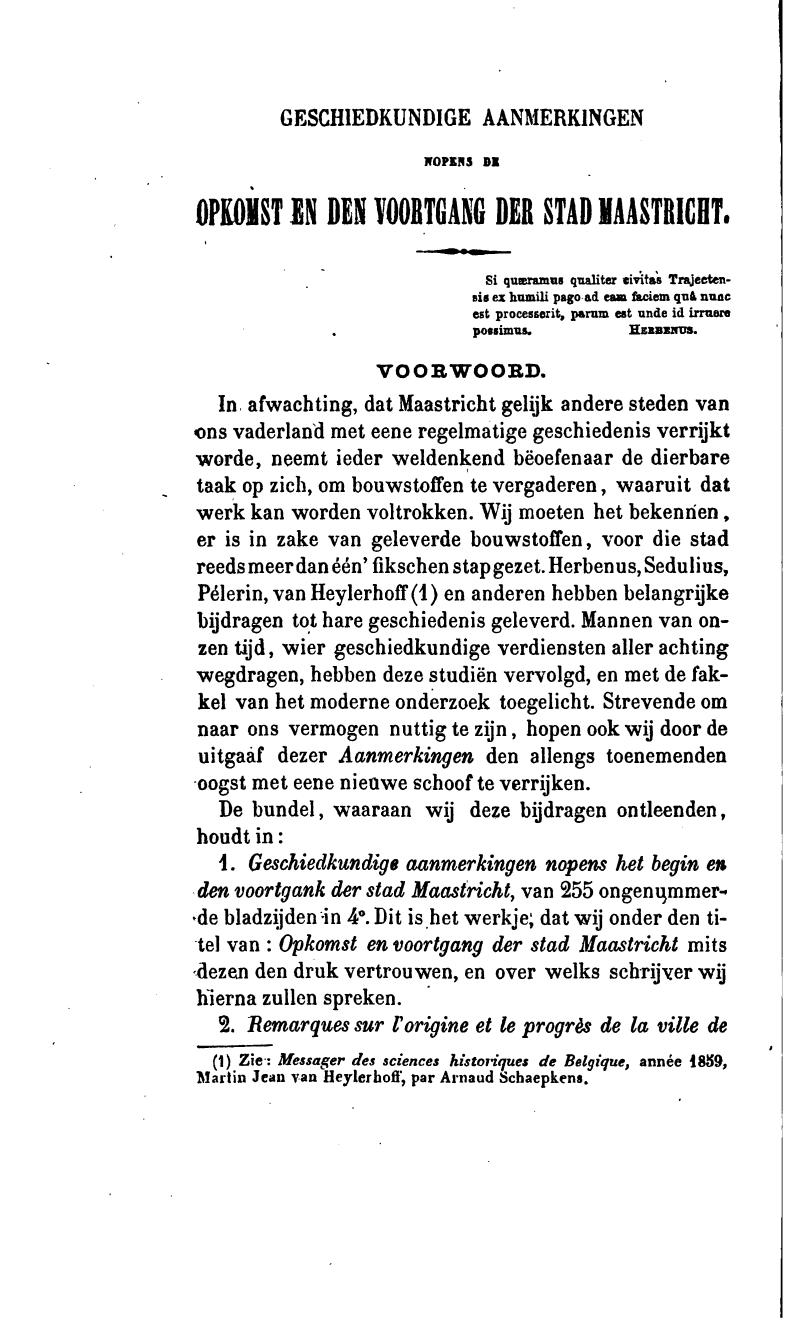
p. 154
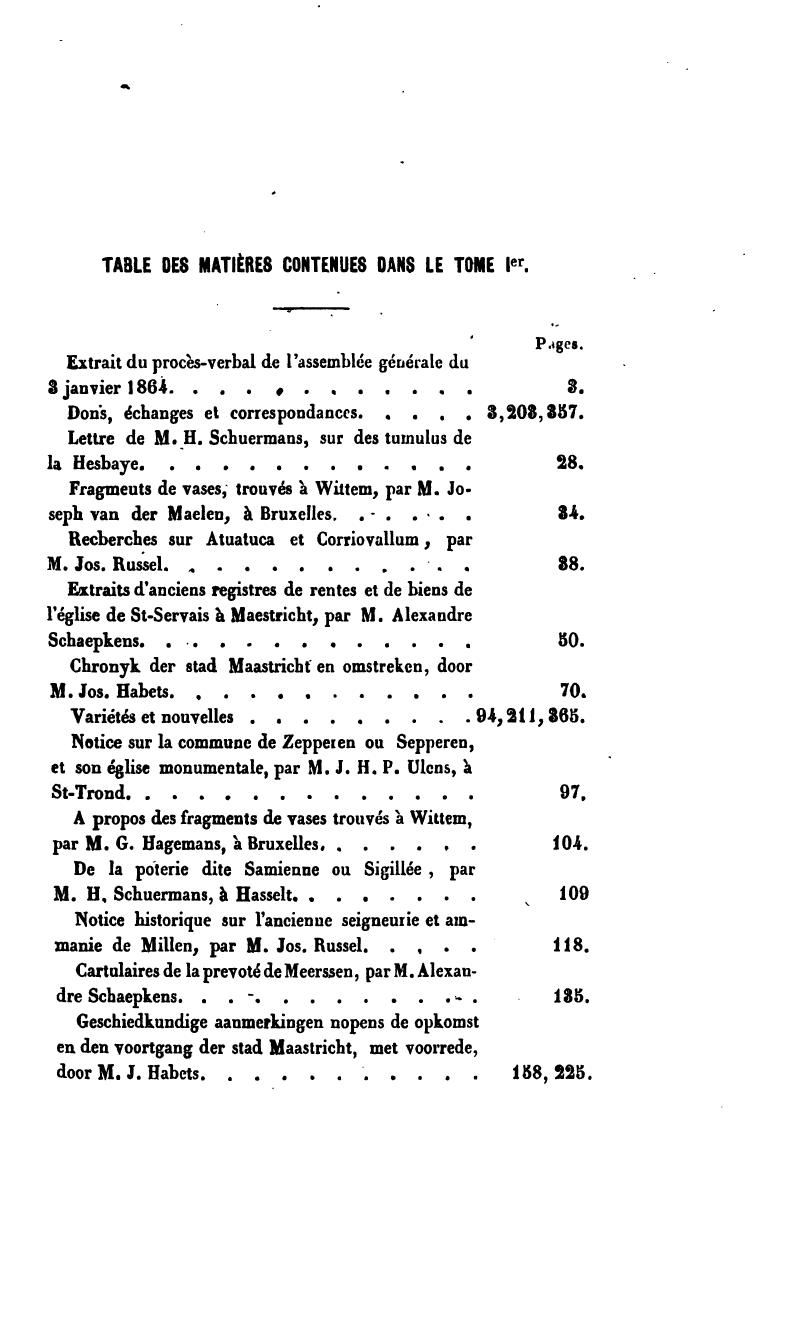
Index

Aanvankelijk stonden vooral krijgsgeschiedenis, politieke geschiedenis en kerkgeschiedenis centraal. Een echte veelschrijver uit de beginperiode was Jos Habets, die zowel LGOG-voorzitter en redactievoorzitter was. Doordat het Genootschap en de redactie van de Publications in Maastricht gevestigd waren, lag de nadruk vanaf het begin op de regio Zuid-Limburg en de daarin gelegen hoofdstad Maastricht. Tot de Eerste Wereldoorlog waren er nauwe contacten met Belgisch-Limburg, wat zich ook uitte in de inhoud van het jaarboek. Al in de negentiende eeuw, maar vooral in de eerste helft van de twintigste eeuw kregen bronuitgaven veel aandacht (zie onder andere de omvangrijke bronpublicaties van Michaël Willemsen en Pierre Doppler hieronder). Met het eveneens door LGOG uitgegeven kwartaalschrift De Maasgouw was de Publications tot de jaren 1920 de enige wetenschappelijke publicatie in de provincie Limburg.

### Latere ontwikkelingen
Door allerlei omstandigheden verscheen het jaarboek niet alle jaren. In totaal werden achttien jaren overgeslagen, voor het eerst in 1896/97 en voor het laatst in 2000/01. Na de Tweede Wereldoorlog verscheen in 1947 een 'overbruggingsjaarboek': Publications, jrg. 78-82 (1942-1946). Wel bleef men de overgeslagen jaren meetellen in de jaargangaanduiding. Mede door de aanwas van nieuwe leden en het uitruilsysteem met nationale en internationale instellingen, groeide in de jaren 1980 de oplage tot over de drieduizend exemplaren per jaar.
De ontstaansgeschiedenis van de Publications als verenigingsorgaan uitte zich met name in het gegeven, dat elk nieuw nummer opende met verenigingsnieuws, waarbij het aantal romeins genummerde pagina's tot dertig of meer kon oplopen. Hierin was ook opgenomen het jaarverslag van de directeur van het museum van LGOG. Het 'verzamelnummer' 1942-1946 omvatte met een uitgebreide ledenlijst 37 pagina's wederwaardigheden uit de jaren van Duitse bezetting. De met kringen, secties en commissies (KSC) steeds groeiende vereniging bezorgden de secretaris van de vereniging allengs steeds meer werk. De uitgebreide jaarverslagen en ledenlijsten aan het begin van een jaargang begonnen zozeer te domineren, dat men in het nummer 1969-1970 de hele rubriek naar achteren verplaatste. Voortaan begon de PSHAL met historische artikelen en kregen de KSC's de ruimte om hun eigen jaarverslag aan te leveren. Vanaf begin jaren 1970 bevatte de PSHAL – met onderbrekingen –  een jaaroverzicht van archeologische opgravingen, meestal door de provinciaal archeoloog van de Rijksdienst voor het Oudheidkundig Bodemonderzoek (ROB).
In de twintigste eeuw kwamen incidenteel ook Duitstalige artikelen aan bod. De laatste veertig jaar is het regel geworden, dat eventueel niet-Nederlandse bijdragen in vertaling worden geplaatst. Ook is het al decennia lang gebruikelijk, dat een bepaalde jaargang uitkomt in de eerste maanden van het daaropvolgende jaar, omdat het steeds lastiger werd de jaarverslagen van de vereniging en haar kringen, secties en commissies voor het einde van een lopend jaar gereed te krijgen. Sinds 2015 worden Nederlandstalige artikelen gevolgd door een Engelstalige samenvatting (abstract). Vanaf 2016 werd de tekst van de in dat jaar door LGOG ingestelde Habetslezing integraal opgenomen.  In de zomer van 2021 verscheen het Jaarboek 2020 als deel 156 van de Publications. Hierin kondigde redactievoorzitter Chris Dols aan dat de complete reeks Publications gedigitaliseerd en open access gepubliceerd zal worden. 

### Vormgeving
Lange tijd waren afbeeldingen in de Publications eerder uitzondering dan regel. Eind jaren 1960 veranderde dat doordat men overschakelde naar offsetdruk. In 1988 kreeg de omslag van de Publications een nieuw uiterlijk. De vertrouwde dof grijze (daarvoor: bruin-gele; nog eerder: grijs-blauwe), gemakkelijk van kleur verschietende kaft met egaal zwarte opdruk werd vervangen door een glanzend grijze kaft met witte en wijnrode opdruk en het jaartal prominent in blinddruk op het voorplat. De Romeinse cijfers maakten plaats voor Arabische; op de rug stond nu "Deel 124", in plaats van "Tome CXXIII" een jaar eerder. Vanaf 1998/99 (gecombineerde uitgave) werd de glanzend-grijze kleur vervangen door een kobaltblauwe kaft met aan de rechterkant een verticale, licht-oranje band en deels oranje, deels witte opdruk. De oorspronkelijke Franse titel werd ondergeschikt gemaakt aan de veel prominenter afgedrukte titel "Jaarboek 1998/99", en het logo 'LGOG' aangebracht met een afbeelding van silhouetten van de provincie en de Limburgse leeuw. Het motto vis unita major ('met verenigde kracht') verdween, zowel van de kaft als het titelblad. In 2005 werd de slappe kaft vervangen door een harde, licht getinte omslag met donkerblauwe rug en de afbeelding van een prent op het voorplat. Een jaar later werd het jaarboek deels full colour (van 1996-2006 alleen één 'kleurenkatern'). Met het Jaarboek 2017 is de omslag opnieuw gemoderniseerd, conform de nieuwe huisstijl: kleurrijker en met een prominentere plaats voor de afbeeldingen en het eigen logo.

### Auteurs
Tot circa 1990 was LGOG – en daarmee ook de Publications – een waar mannenbolwerk, vaak gedomineerd door archivarissen en bibliothecarissen met een geestelijke achtergrond. Pas in het jaarboek van 1956/57 werd voor het eerst een bijdrage van een vrouw, de textielspecialiste Gerardina Tjaberta van Ysselsteyn, opgenomen. In 1964 volgde een tweede bijdrage van een vrouwelijk auteur (evenals Van Ysselsteyn gedoctoreerd), Elisabeth Nuijens, en in 1974 van een derde, Anna Muthesius. Tot en met 1988 bleef het aantal vrouwelijke auteurs beperkt tot vijf (van de in totaal 249 auteurs die een bijdrage van minimaal vijf pagina's leverden); ongeveer twee procent.  Vanaf de jaren 1990 nam het aandeel van vrouwen toe, niet het minst door een vijftal publicaties van Ingrid Evers in de periode 1984-2007 en een even groot aantal van Elizabeth den Hartog in de periode 1992-2016. Van de 243 mannelijke auteurs (tot 1989) waren er 45 geestelijke, circa 18,5 procent. De verhouding tussen geestelijken en niet-geestelijken bleef tot 1989 min of meer gelijk.

### Redactievoorzitters en -secretarissen
Als voorzitters van de redactie van de Publications traden onder meer op: Jos Habets (1864-?), Pierre Doppler (1907?-1938), Joseph Timmers (ca. 1966), Hubert Henri Elize Wouters (voor 1973-1982), A.Fl. (Ton) Gehlen (voor 1990-1993), Louis Berkvens (?-2006), Paul Tummers (2006-2015), Th. Jacques van Rensch (2015-2020). Sinds 2020 is Chris Dols redactievoorzitter. Secretarissen van de redactie waren onder anderen: Anton Kessen (1934-1946), Gerard Panhuysen (1947-?), Pierre Ubachs (1982-1987; 1992-1996), Régis de la Haye (voor 2004-2019) en Emile Ramakers (ca. 2006). De huidige secretaris is Monique Dickhaut.

## Betekenis
De Publications vormen een onmisbare bron bij de bestudering van de geschiedenis van Limburg. De Maastrichtse historicus Pierre Ubachs publiceerde in 1989, naar aanleiding van het verschijnen van de 125e jaargang, een tweetal studies naar de geschiedenis en betekenis van het jaarboek. Hij concludeerde dat de Publications binnen Limburg van grote betekenis is, maar buiten Limburg weinig relevantie bezit. Ubachs zag de Publications vooral als een verzameling losse bouwstenen, maar het bouwwerk waarin die bouwstenen een plek zouden moeten vinden, in zijn opinie een grote, moderne, algemene geschiedenis van Limburg, ontbrak. Zijn eigen Handboek voor de geschiedenis van Limburg uit 2000 was een eerste aanzet daartoe, maar was in essentie, zoals de titel aangaf, een handboek. In 2015 verscheen de driedelige uitgave Limburg. Een geschiedenis, waarmee in de lacune werd voorzien. In het derde deel, over de periode na 1800, worden zowel LGOG als de Publications slechts in het voorbijgaan genoemd. In de bronvermelding van de drie delen wordt echter veelvuldig verwezen naar artikelen in de Publications, maar of dat zal leiden tot een grotere relevantie van het tijdschrift buiten Limburg, valt nog te bezien.

## Omvangrijke, belangwekkende of anderszins bijzondere bijdragen
Pierre Ubachs telde in 1989 in de Publications 688 artikelen met een omvang van minimaal vijf pagina's; boekbesprekingen, verenigingsnieuws en dergelijke niet meegerekend. Anno 2021 zijn dat er ongeveer 880. Sommige artikelen(series) springen er uit vanwege hun omvang, nieuwe inzichten, of hun belang voor het historisch onderzoek op langere termijn. Hierbij moet worden aangetekend dat veel oudere publicaties – te denken valt aan de honderden artikelen van de hand van de priester-archivaris Jozef Habets (1829-1893) en de tientallen bijdragen van zijn opvolger als rijksarchivaris, August Flament (1856-1925) – door veranderde inzichten in belang hebben ingeboet. Een dieptepunt was de in 1930-1937 verschenen artikelenreeks 'Dictionaire historique du Limbourg néerlandais' van baron Louis de Crassier. Ubachs vatte het in 1989 als volgt samen: "Er is dus reden de inhoud van de 'Publications' met meer argwaan te bezien hoe ouder de delen worden." Hieronder een selectie van uitzonderlijke bijdragen:

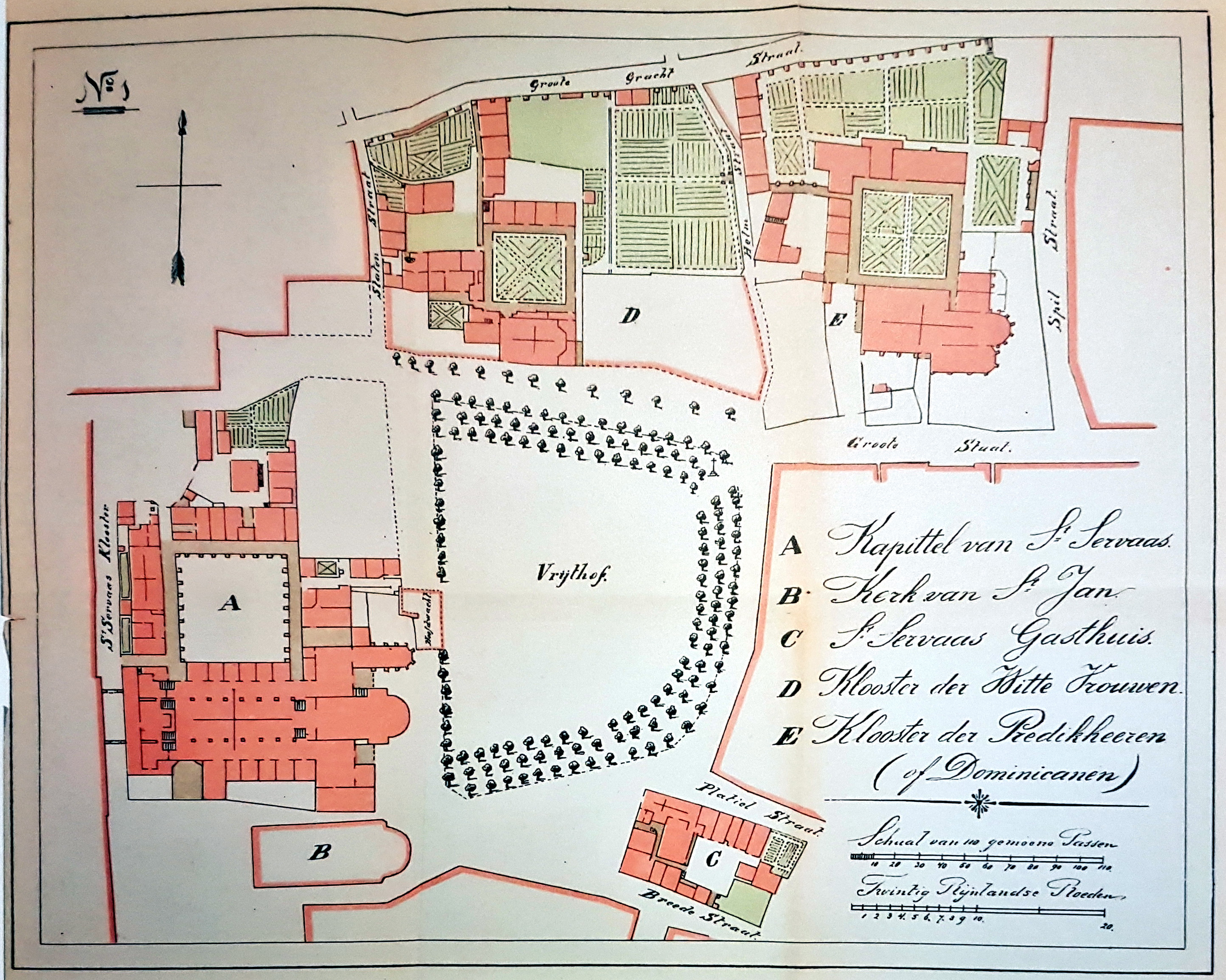
Kerken en kloosters rond het Maastrichtse Vrijthof. Tekening gepubliceerd bij het artikel van Von Geusau in PSHAL, jrg. 31 (1894)

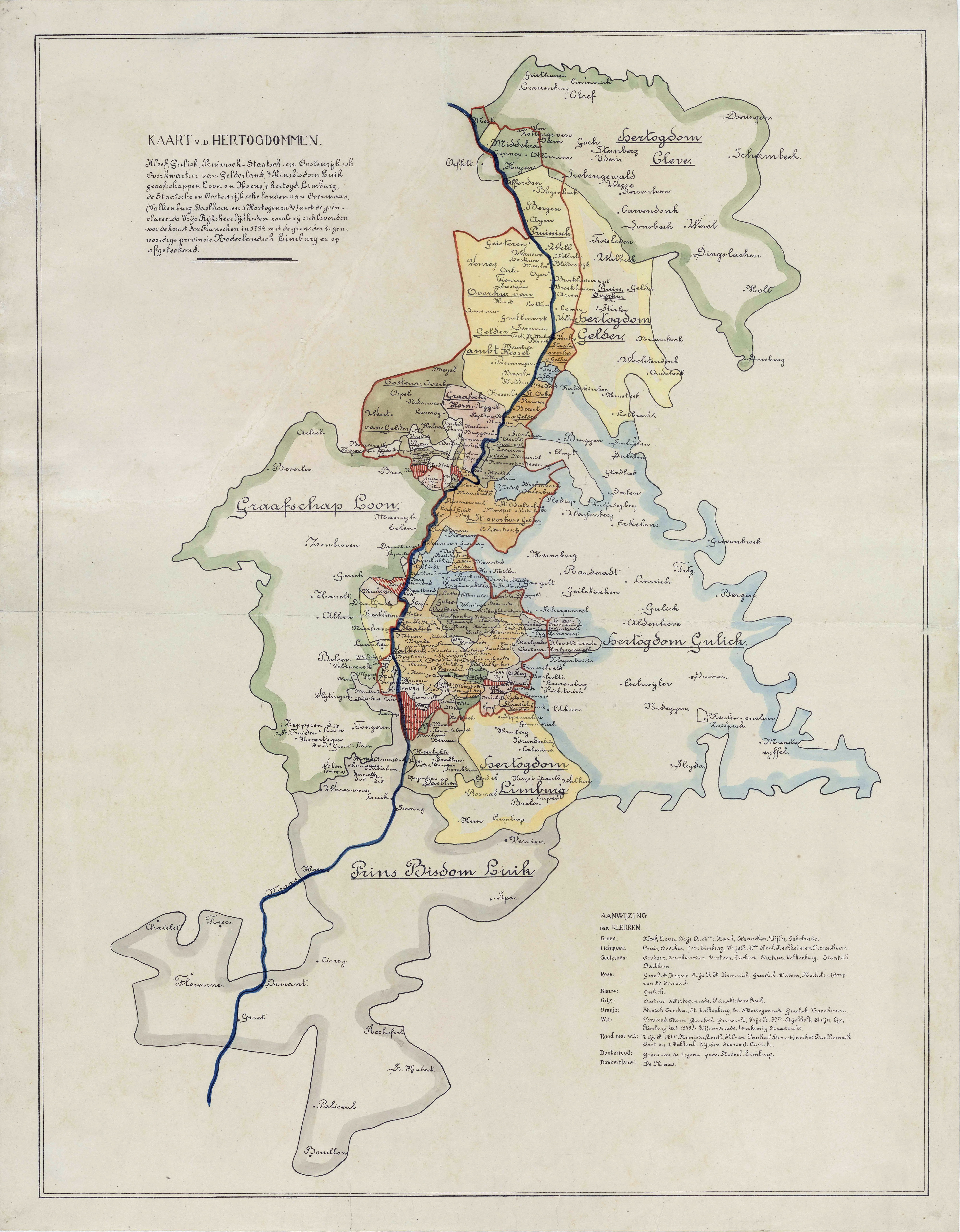
Historische territoria in Limburg. Kaart afgedrukt bij een artikel van mr. J.J. de Wit en A.J.A. Flament in PSHAL, jrg. 47 (1911)

- 1865-1868: 'Chronologische inventaris van oorkonden en bescheiden van de Sint-Servaaskerk in Maastricht', door Michaël Willemsen (in het Frans).[22]
- 1885-1889: 'Verzameling van oorkonden en bescheiden van Sint Odiliënberg', door Michaël Willemsen.[23]
- 1900-1908: 'Verzameling van schepenbrieven van het Sint-Servaaskapittel in Maastricht', door Pierre Doppler; de omvangrijkste bijdrage ooit.[24]
- 1907, 1931-1933: 'Historische aantekeningen over de straten en pleinen van Maastricht', door Jules Schaepkens van Riemst, sr., aangevuld door zijn zoon, J. Schaepkens van Riemst, jr.[25]
- 1924-1927: 'Verzameling van schepenbrieven van het Onze-Lieve-Vrouwekapittel in Maastricht', door Pierre Doppler.[26]
- 1928: 'Lijst van kanunniken van het Onze-Lieve-Vrouwekapittel', door Pierre Doppler.[27]
- 1929-1941: 'Uitgebreid overzicht van historische grafstenen in Maastricht, door jhr.mr. E.O.M. van Nispen tot Sevenaer; niet de omvangrijkste, maar wel de langstlopende reeks artikelen.[28]
- 1930-1935: Verzameling van charters en bescheiden van het Sint-Servaaskapittel, in regestvorm uitgegeven door Pierre Doppler; niet veel geringer in omvang dan de hierboven genoemde schepenbrieven van hetzelfde kapittel.[29]
- 1936: Lijst van proosten van het Sint-Servaaskapittel, door Pierre Doppler.[30]
- 1937: 'Lijst van dekens van het Sint-Servaaskapittel', door Pierre Doppler.[31]
- 1938-1939: 'Lijst van kanunniken van het Sint-Servaaskapittel', door Pierre Doppler.[32]
- 1941: 'Geschiedenis van de Sint-Petruskerk in Sittard', door Joseph Timmers.[33]
- 1949: Deze jaargang verscheen in twee delen en bevatte maar liefst 43 artikelen van even zoveel auteurs.[34]
- 1956-1957: In deze editie verscheen een artikel over de Mozestapijten in het Stadhuis van Maastricht van de textielspecialiste Gerardina Tjaberta van Ysselsteyn, de eerste bijdrage van een vrouwelijke auteur.[35]
- 1964: De tweede bijdrage van een vrouwelijk auteur betrof een artikel over de Limburgse gouverneur Paul Gericke van Herwijnen, door Elisabeth Nuyens.[36]
- 1965-1979: Een serie artikelen over de geschiedenis van Roermond, door J. Linssen.[37]
- 1966: 'De ontdekking van de maker van het Patriarchaalkruis in de Schatkamer van de Sint-Servaasbasiliek', door A. Dejong.[38]
- 1974: 'Het begin van de Franse Tijd in het kanton Venlo', door broeder Sigismund Tagage.[39]
- 1979-1983: 'De bouwhistorie van de Sint-Servaaskerk in Maastricht, door een onderzoeksteam van de Rijksuniversiteit te Utrecht.[40]
- 1984: 'Een Maastrichts heksenproces in 1612, bronnenuitgave met commentaar', door Ingrid M.H. Evers, in: PSHAL, jrg. 120 (1984) pp. 201-244.
- 1984, 1988: 'Lijst van schepenen, raadsverwanten, burgemeesters en schouten in Roermond', door Gerard Venner.[41]
- 1989: Deel 125 was als jubileumuitgave gewijd aan "125 jaar historiografie in Limburg", zoals de ondertitel luidde. Het bevatte onder andere twee bijdragen van Pierre Ubachs over de Publications en een geschiedenis van de genealogie in Limburg door Régis de la Haye.[42]
- 1992: De 'ontdekking' van de laatmiddeleeuwse beeldsnijder Jan van Steffeswert in de rechterlijke archieven van de stad Maastricht, waarmee kwam vast te staan dat dit een in Maastricht gevestigde kunstenaar was, door Peter te Poel en Jacques van Rensch.[noot 15]
- 1994: 'Ongewilde Revolutie. Limburgs Maasland onder Frankrijk, 1794-1814'. Themanummer gewijd aan de Franse Tijd in Limburg, door Pierre Ubachs en Ingrid Evers.[44]
- 2002: Themanummer gewijd aan de albums met ontwerpen van Mathias Soiron, door Willy Keijser-Schuurman.[45]
- 2004: Themanummer, geheel gewijd aan de Abdij Rolduc, met bijdragen van M. Schlijper, L. Augustus, H. Tummers, H. Franssen, A.E.M. Janssen, M. van der Heijden, K. Schutgens, L. Spronck, J.O. van der Heijden, R. de la Haye, N. Sprokel SJ, J.H. Pouls en E. Ramakers. Het boek kreeg een slechte beoordeling van Pierre Ubachs, die het betitelde als "ʻkostschoolnieuwsʼ over het jarige Rolduc".[noot 16][46]
- 2007: De twaalfde-eeuwse kapitelen van Rolduc, door Elizabeth den Hartog. Met deze studie completeerde Den Hartog, na Romanesque Sculpture in Maastricht (2002) en diverse andere artikelen, haar omvangrijke onderzoek naar de romaanse sculptuur in Limburg.[47]
- 2016: De Vrijthof-opgravingen, door Titus Panhuysen, waarin de archeoloog een voorproefje gaf van het eerste deel van The Saint-Servatius complex in Maastricht, dat een jaar later uitkwam.[48]